# Compsibidion zikani
Compsibidion zikani là một loài bọ cánh cứng trong họ Cerambycidae.